# Denim

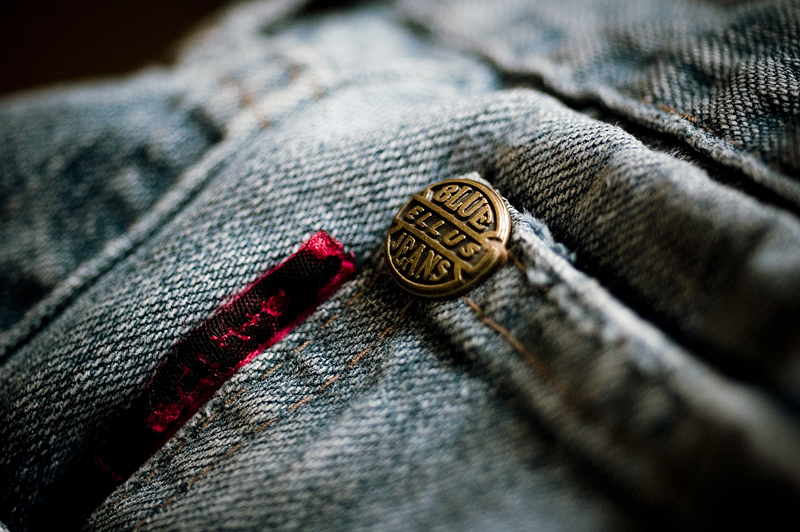
Jeans fabriqué en toile denim, avec un rivet en cuivre pour renforcer la poche.

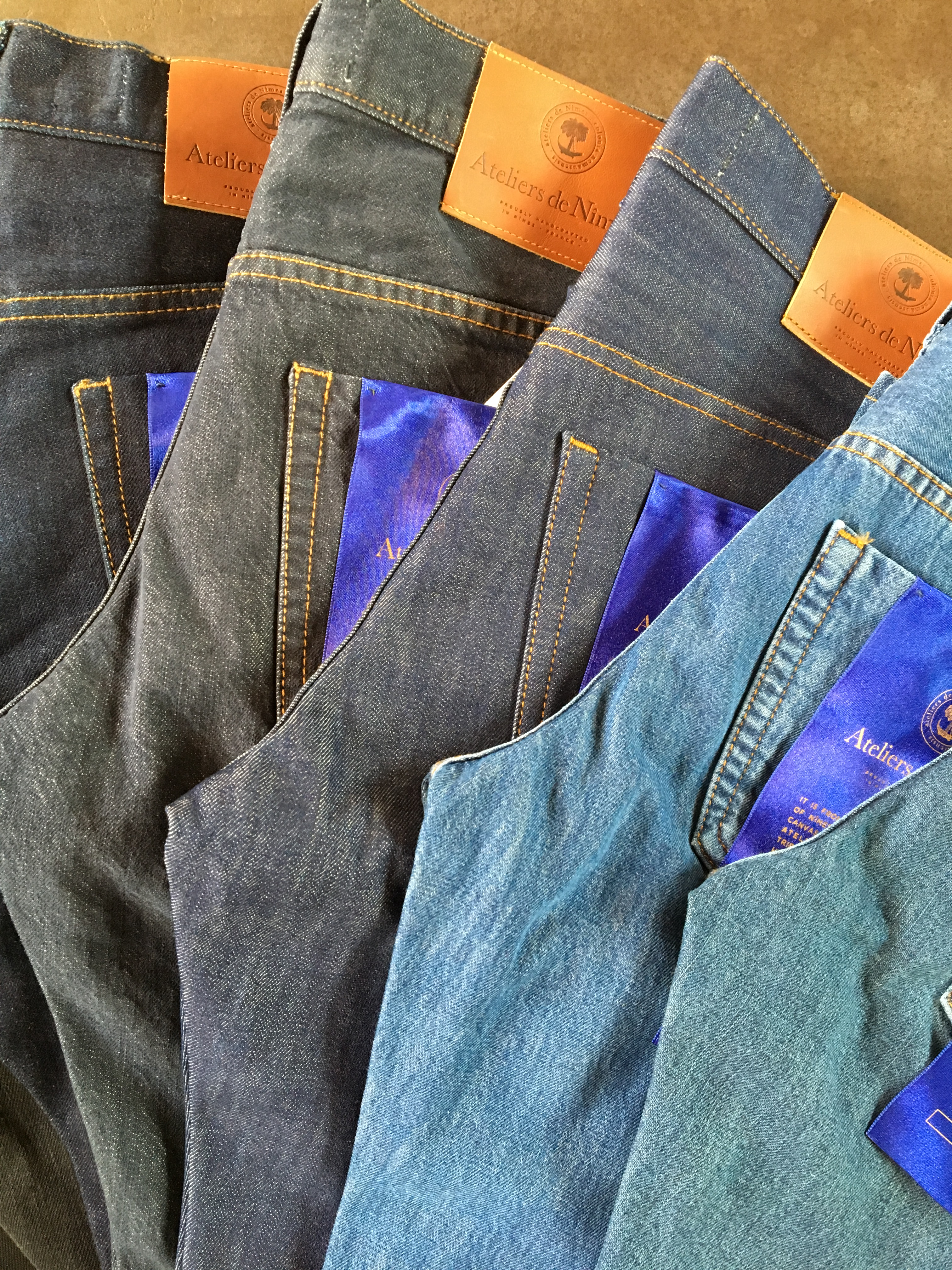

Le denim, contraction de « de Nîmes », est un tissu de coton à armure de sergé avec un petit motif oblique caractéristique. C'est le tissu utilisé notamment pour la confection des pantalons et des vestes en jeans.

## Origine
Le terme denim est dérivé de « sergé de Nîmes ». La toile française tissée à Nîmes dès 1557 était à l'origine un mélange de laine et de soie provenant des Cévennes voisines .
Tissu de première nécessité qui pouvait être réemployé et donc rapiécé, ce produit de faible rapport sera pour la ville de Nîmes, le point de départ du négoce à grande échelle et de l’essor au XVIIIe siècle, de l’industrie de la soie. Bonneterie, production de grands châles, draps de soie et de laine firent la fortune des négociants et fabricants nîmois, propulsant l'ancienne cité romaine au rang des grandes villes industrielles, la troisième après Paris et Lyon.
Le "De Nîmes" fût exporté dans l'Europe entière et dans le bassin méditerranéen grâce aux nombreux commerçants internationaux qui se donnaient rendez-vous à la Foire de Beaucaire. Le port de Beaucaire (Gard) était un des derniers ports fluviaux du Rhône capable d'accueillir des bateaux à fort tonnage.
L'exportation de cette toile et de son savoir-faire s'est accélérée avec les Guerres de Religion (France) qui vit de nombreux Huguenot(s) fuir la France. Ces réfugiés protestants, lettrés et qualifiés, furent dans leur patrie d'adoption de véritables facteurs de croissance et d'enrichissement. 
Au XVIIIᵉ siècle, la production de la toile de Nîmes s’inscrivait dans un réseau commercial reliant la ville à Sedan et à Gênes, animé par des négociants et manufacturiers tels que les familles André et de Neuflize, ce qui favorisa sa diffusion internationale.
L'idée de transformer cette toile nîmoise économique en pantalon de travail viendrait entre autres de Célestin Tuffery, installé à Florac, vers la toute fin du XIXe siècle,,.
Le denim « moderne » est un solide tissu en coton produit dès le début du XIXe siècle aux États-Unis, notamment par l'Amoskeag Manufacturing Company. Au tournant du XXe siècle, la production de cette société est peu à peu supplantée par le denim produit dans les États du Sud comme ceux de la Cone Mills (Greensboro) ou Erwin Cotton Mills (Durham) en Caroline du Nord. Ainsi, la filature Cone commence à approvisionner Levi Strauss vers 1915 et devient fournisseur exclusif en 1922. Actuellement, la production est chinoise, tunisienne (SITEX), turque, indienne (Raymond UCO Denim), américaine (Cone Mills), brésilienne (Tavex-santista) ou japonaise (Kurabo).
Le mot denim en anglais signifie toile de jeans.

## Tissage

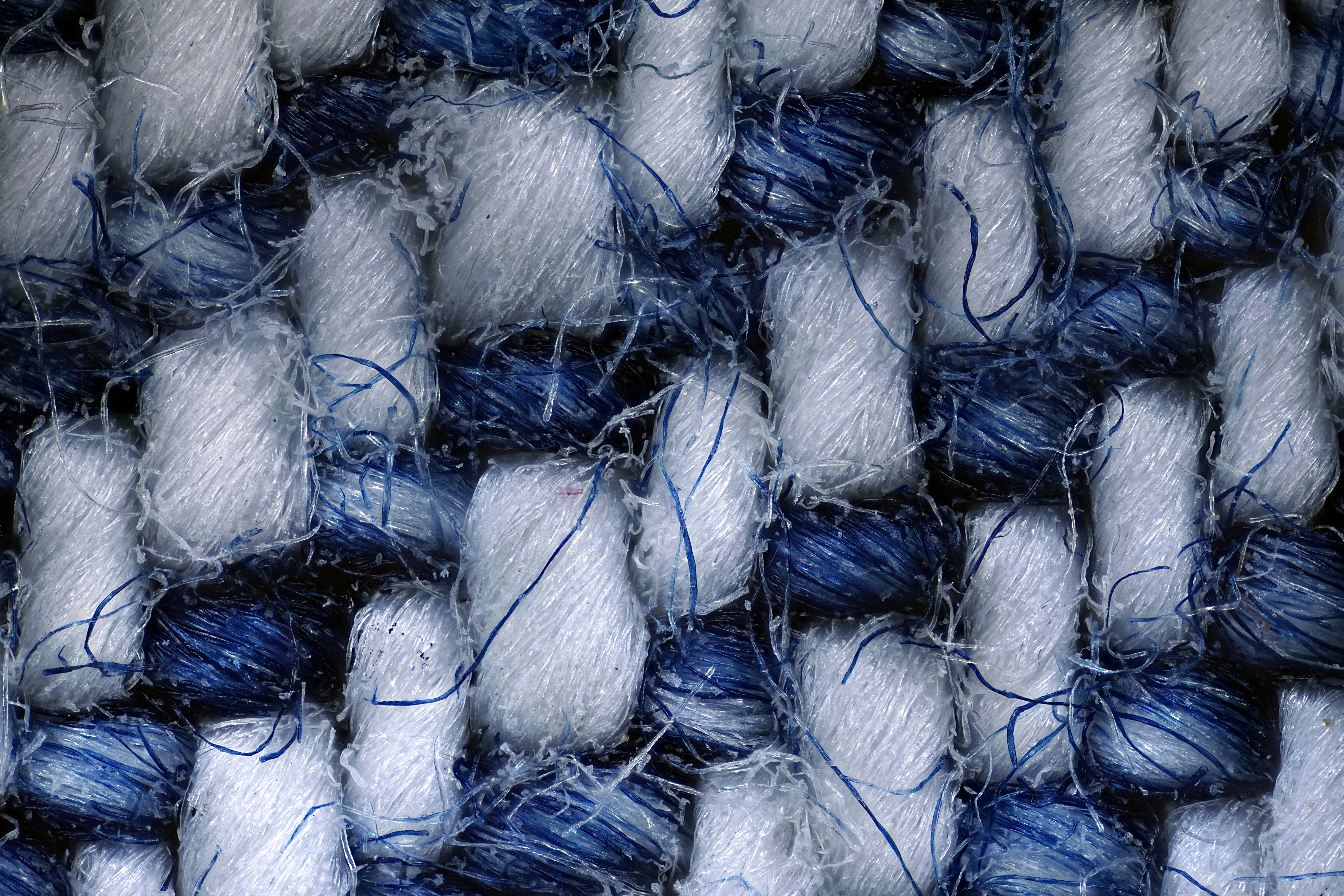
Tissu denim vu au microscope.

Le tissage très serré est fabriqué à partir d'une chaîne teinte en bleu à l'origine et d'une trame écrue ou blanche. Les fils de trame sont entrelacés à un angle de 90 degrés avec les fils de chaîne. Le dessin de tissage, autrement appelé armure, est constitué de trois fils de trame se glissant sous un fil de chaîne puis d'un fil de trame passant sur cette même chaîne. Le décalage de ce dessin sur quatre fils conduit à des lignes diagonales visibles caractéristiques du sergé.
La majorité des jeans est confectionnée à partir d'une toile "droitière", (right hand twill), ou sergé de côte Z, c'est-à-dire dont la diagonale du tissu sur son endroit monte du coin inférieur gauche vers le coin supérieur droit. La marque Lee utilise au contraire principalement un tissu gaucher ("left hand twill"), ou sergé de côte S, réputé plus doux au toucher. Le sens de la diagonale est donné par l'ordre dans lequel les fils de chaîne et de trame sont entrecroisés. La douceur du tissu côte S vient du sens de torsion généralement donné aux fils (dit sens Z) qui permet de rencontrer la pilosité lors du toucher et donne cet effet de douceur. Il existe aussi un denim mêlant ces deux techniques de tissage afin d'obtenir une toile sans orientation distincte. C'est le "broken-twill" qui a été utilisé par Wrangler en 1964 pour son modèle 13MWZ dans le but d'éviter la torsion propre aux tissus droitiers ou gauchers. Utilisé depuis par de nombreuses marques, on reconnait ce tissage au zigzag plus ou moins approximatif qu'il dessine au verso du denim.

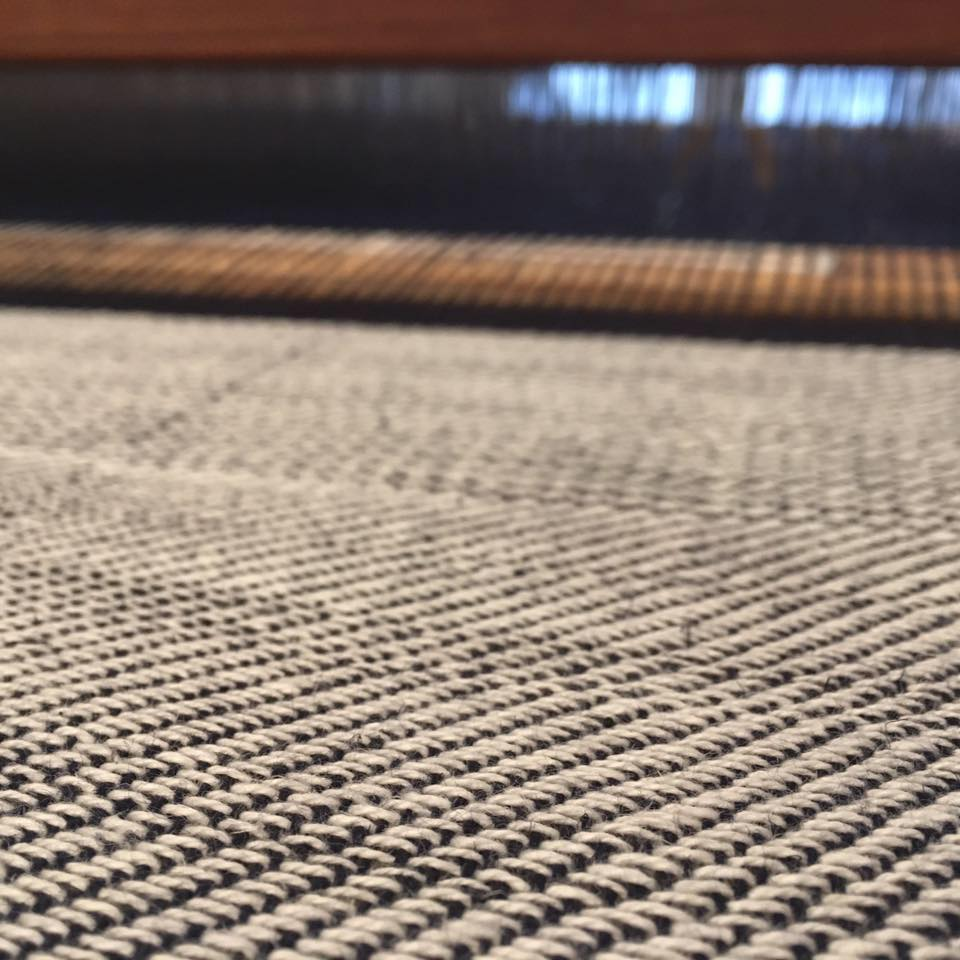
Reconstitution de toile de Nîmes par les Ateliers De Nîmes sur métier à tisser manuel.

Jusqu'à la fin des années 1970, la plupart des denims étaient constitués de fils torsadés en continu ("Ring-Spun Denim"), à l'inverse des fils plus récemment utilisés, permettant l'usage de fibres plus courtes et dont le coût de production est moindre, dits fils à "fibres libérées"  ("Open End denim").

### Denim selvage ou selvedge
Les toiles denim selvage sont tissées par des machines d'ancienne génération produisant des laizes étroites d'environ 75 cm de large alors que les métiers à tisser modernes produisent des rouleaux de tissu deux fois plus grands. Le denim issu d'un métier ancien, utilisant la technique de la navette, est identifiable à son liseré, marquant le bord du tissu. Ce liseré peut être de différentes couleurs même si le rouge reste le plus répandu. La toile obtenue est considérée comme la meilleure du domaine du jeans.
Un jeans fabriqué à partir de denim à liseré nécessite plus de longueurs de tissu, qui par ailleurs est plus long à produire qu'un denim moderne. Face à l'accroissement de la demande au cours des Trente Glorieuses, et pour des questions de rentabilité, les principaux fabricants de denim, notamment la filature Cone à Greensboro, ont peu à peu remisé les anciens métiers pour des machines automatiques produisant des rouleaux de tissu de grande largeur. Toutefois, dans les années 1980, des fabricants japonais de jeans et de denim ont, les premiers, remis sur le marché des jeans confectionnés à partir de toiles à liseré. Mais le manque de main d’œuvre qualifiée, sachant réaliser les opérations manuelles et les différentes étapes de fabrication, pose un problème à l'avenir de ce marché de niche. Certaines marques comme Atelier LaDurance, fondée en 2002 en France, ou Okayama Denim, marque Japonaise créée en 2011 par Mehervan Sethi, en sont des spécialistes reconnus.

## Aspect
Le bleu du fil de chaîne provenait d'une teinture dite blu di genova (italien : bleu de Gênes) d'où le nom blue jeans par déformation du mot à la prononciation. Ce bleu, initialement naturel, s'obtient grâce à deux plantes, l'indigotier ou le pastel des teinturiers.
À compter de l'entre-deux-guerres, ce bleu sera majoritairement obtenu avec des teintures synthétiques. Les denims modernes sont colorés de toutes les couleurs même si le bleu et le noir restent des couleurs considérées comme plus classiques.
Aux yeux de ses adeptes, l'intérêt du denim provient de ses capacités d'évolution, d'usure. L'indigo naturel à la surface du fil se décolore avec le port et les lavages. Parallèlement le tissu s'assouplit. Ainsi, le jeans est un vêtement dont on va rechercher une usure particulière au point que les industriels vont commencer dans les années 1980 à le vendre usé, par des lavages à la pierre ponce, par des jets de sable ou par l'action d'enzymes. La seconde méthode est particulièrement dangereuse pour les ouvriers qui la pratiquent, la pulvérisation du sable à haute pression libérant de la silice cristalline alvéolaire, dont l'inhalation est susceptible de provoquer une silicose.
Sans traitement, le denim est un tissu qui rétrécit. Le sanforisage, par un traitement thermique et mécanique, réduit ce risque de rétrécissement.

## Comparaison avec le chambray
Le chambray est un tissu souvent comparé au denim en raison de leur apparence similaire, mais ils diffèrent par leur tissage, leur poids et leurs usages. Contrairement au denim, qui est un tissu sergé avec un tissage en diagonale lui conférant une plus grande épaisseur et résistance, le chambray est tissé en armure toile, alternant régulièrement les fils de chaîne et de trame. Cette différence structurelle rend le chambray plus léger et respirant, adapté aux chemises et vêtements d’été, tandis que le denim, plus robuste, est privilégié pour les jeans, vestes et vêtements de travail.[réf. nécessaire]

### Comparaison avec le bull denim
Le bull denim est un tissu de coton lourd, tissé en armure sergé serrée, généralement non teint avant le tissage. Contrairement au denim classique, qui est teint à l’indigo sur la chaîne et laissé blanc sur la trame, le bull denim est souvent teint après tissage, ce qui permet d’obtenir une grande variété de couleurs unies. Sa forte densité de fils lui confère une résistance supérieure, ce qui le rend adapté aux vêtements de travail, aux pantalons robustes et à l’ameublement.